# Proportionellt valsystem i Sverige
Ett proportionellt valsystem vid val till en politisk församling är en fördelning av mandat på partier i proportion till respektive partis andel av rösterna. Proportionella valsystem kan också tillämpas i andra sammanhang. Eftersom röstandelarna mycket sällan ger helt exakta proportioner, måste systemet kompletteras med avrundningsregler. Ofta gör man också andra avsteg från ett renodlat proportionellt valsystem, exempelvis för att motverka partisplittring eller ge större vikt åt glesbefolkade områden.
Sverige har ett proportionellt valsystem sedan 1909 och många olika partier att rösta på. Vid val till riksdagen är Sverige indelat i 29 valkretsar med sammanlagt 310 mandat. Därutöver fördelas 39 utjämningsmandat. Fördelningen av mandat sker med den jämkade uddatalsmetoden med en spärr på 4 % av de giltiga rösterna (fyraprocentsspärren).
Valsystemet fördelar väljarna i ett antal valkretsar som var och en ger ett antal mandat, i allmänhet fler än ett. Dessa mandat fördelas sedan med den jämkade uddatalsmetoden, efter antalet röster varje lista får i valkretsen. Resultatet kan sedan förbättras ytterligare genom att ett antal utjämningsmandat ges till listor som inte fått sin proportionerliga andel av mandaten.
Vid exempelvis kommunfullmäktiges val av ledamöter i nämnder används proportionellt valsätt om tillräckligt många av de närvarande röstberättigade begär det.
Kyrkoval i Svenska kyrkan
I de direkta kyrkliga valen fördelas mandaten proportionellt utifrån kandidatlistor. Dessa kandidatlistor sammanställs av nomineringsgrupper, som är motsvarigheten till politiska partier.